# Bundesratswahl 2018
Bei der Bundesratswahl 2018 bestimmte die Vereinigte Bundesversammlung der Schweiz am 5. Dezember 2018 die Nachfolger für die zum 31. Dezember zurücktretenden Bundesräte Johann Schneider-Ammann (FDP) und Doris Leuthard (CVP).
Gewählt wurden jeweils im ersten Wahlgang Viola Amherd (CVP) und Karin Keller-Sutter (FDP). Damit wurden erstmals zwei Frauen gleichzeitig neu in die Schweizer Regierung gewählt.

## Ausgangslage
Doris Leuthard (CVP, Kanton Aargau) war bei der Ersatzwahl vom 14. Juni 2006 als Nachfolgerin von Joseph Deiss (CVP, Kanton Freiburg) in den Bundesrat gewählt worden. Leuthard stand zunächst dem Volkswirtschaftsdepartement (EVD) vor, ab 2010 dem Departement für Umwelt, Verkehr, Energie und Kommunikation (UVEK). In den Jahren 2010 und 2017 amtierte sie als Bundespräsidentin.
Johann Schneider-Ammann (FDP, Kanton Bern) war bei der Ersatzwahl vom 22. September 2010 als Nachfolger von Hans-Rudolf Merz (FDP, Kanton Appenzell Ausserrhoden) in den Bundesrat gewählt worden. Schneider-Ammann stand dem Volkswirtschaftsdepartement (EVD) vor. Im Jahr 2016 amtierte er als Bundespräsident.

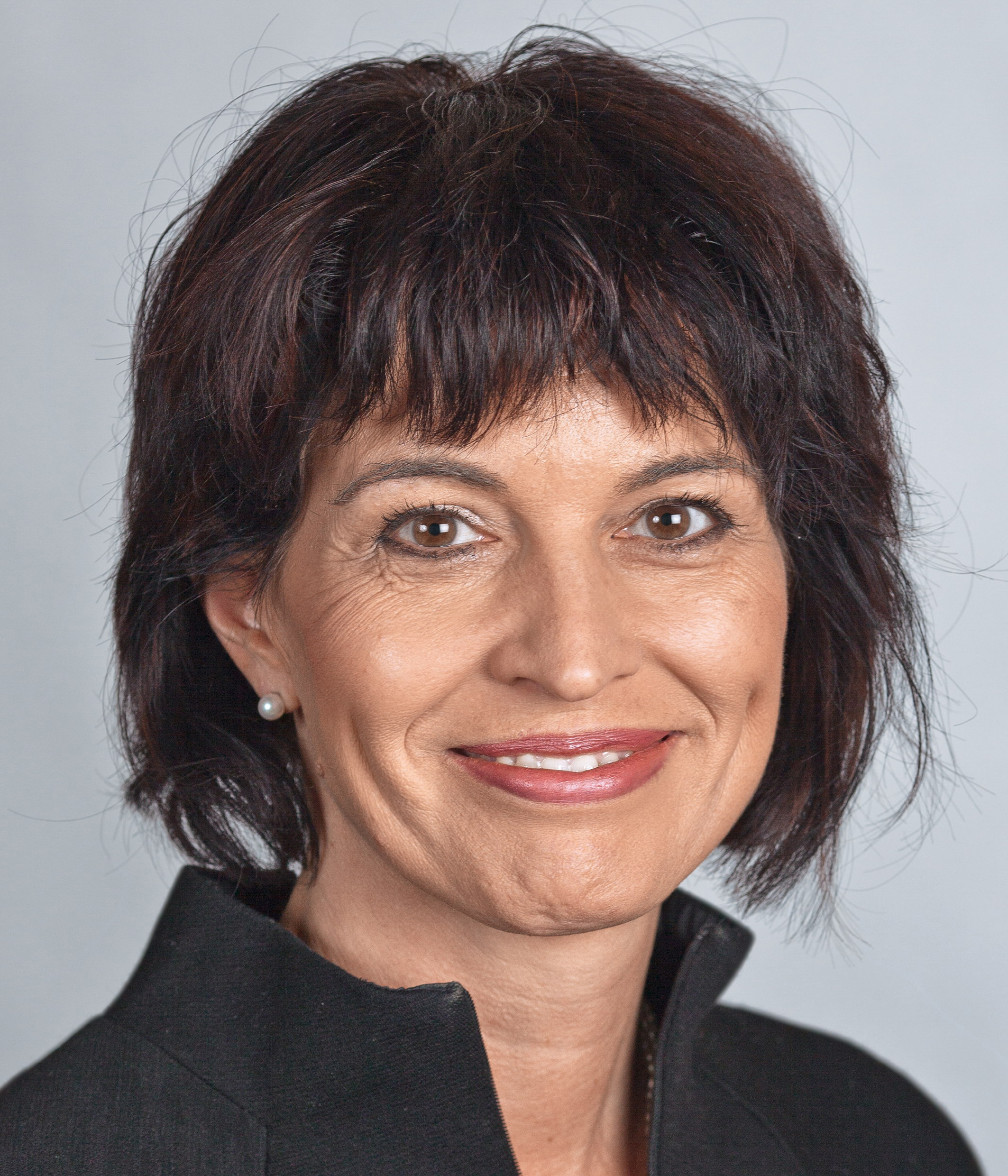
Doris Leuthard (2011)
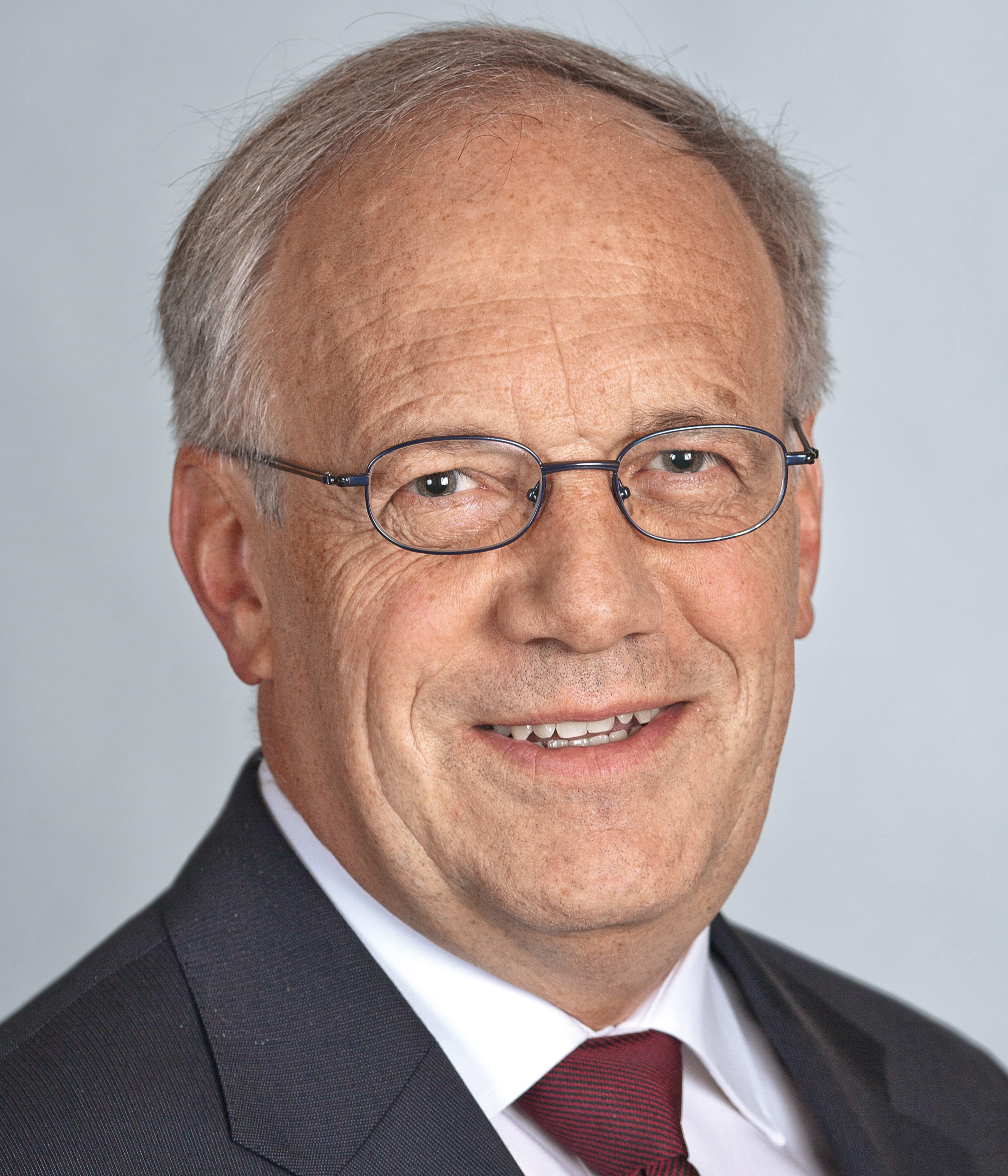
Johann Schneider-Ammann (2011)

## Kandidaten
Für die Nachfolge Leuthards wurden von ihren jeweiligen Kantonalparteien Ständerat Peter Hegglin (ZG), Regierungsrätin Heidi Z’graggen (UR), Nationalrätin Viola Amherd (VS) und Nationalrätin Elisabeth Schneider-Schneiter (BL) nominiert. Die CVP-Fraktion nominierte schliesslich am 16. November 2018 Heidi Z’graggen und Viola Amherd als offizielle Kandidatinnen.
Für die Nachfolge Schneider-Ammanns wurden von ihren jeweiligen Kantonalparteien Ständerätin Karin Keller-Sutter (SG), Regierungsrat Christian Amsler (SH) und Ständerat Hans Wicki (NW) nominiert. Am 16. November nominierte die FDP-Fraktion schliesslich Karin Keller-Sutter und Hans Wicki offiziell.

## Die Wahl

### Nachfolge von Doris Leuthard
| Kandidaten              | Kandidaten              | 1. Wahlgang |
| ----------------------- | ----------------------- | ----------- |
| Viola Amherd            | Viola Amherd            | 148         |
| Heidi Z’graggen         | Heidi Z’graggen         | 60          |
| Gerhard Pfister         | Gerhard Pfister         | 17          |
| Andere                  | Andere                  | 15          |
| Eingegangene Wahlzettel | Eingegangene Wahlzettel | 244         |
| Leere Wahlzettel        | Leere Wahlzettel        | 4           |
| Ungültige Wahlzettel    | Ungültige Wahlzettel    | 0           |
| Gültige Wahlzettel      | Gültige Wahlzettel      | 240         |
| Absolutes Mehr          | Absolutes Mehr          | 121         |

### Nachfolge von Johann Schneider-Ammann
| Kandidaten              | Kandidaten              | 1. Wahlgang |
| ----------------------- | ----------------------- | ----------- |
| Karin Keller-Sutter     | Karin Keller-Sutter     | 154         |
| Hans Wicki              | Hans Wicki              | 56          |
| Andere                  | Andere                  | 27          |
| Eingegangene Wahlzettel | Eingegangene Wahlzettel | 243         |
| Leere Wahlzettel        | Leere Wahlzettel        | 6           |
| Ungültige Wahlzettel    | Ungültige Wahlzettel    | 0           |
| Gültige Wahlzettel      | Gültige Wahlzettel      | 237         |
| Absolutes Mehr          | Absolutes Mehr          | 119         |